# رایانش فراگیر
رایانش فراگیر (به انگلیسی: Ubiquitous computing) مدل پسادسکتاپ تعامل انسان و رایانه است که در آن پردازش اطلاعات در فعّالیّت‌ها و اشیایی که انسان به‌طور روزمره با آن‌ها سروکار دارد رواج یافته‌است. برعکس مدل معمول دسکتاپ که در آن انسان آگاهانه پشت میز رایانه می‌نشیند و کاری انجام می‌دهد، در مدل رایانش فراگیر شخص حتّی بی آن‌که بداند برای انجام فعالیتی معمولی از بسیاری از سیستم‌ها و وسایل محاسباتی بهره می‌برد.
برخی از این مدل رایانش به عنوان موج سوم رایانش یاد می‌کنند. در موج اول افراد زیادی مجبور بودند از یک کامپیوتر به‌طور مشترک استفاده کنند، در موج دوم هر فرد به یک رایانه دسترسی داشت اما در موج سوم هر فرد به رایانه‌های بسیاری دسترسی دارد. سه مشکل فنی کلیدی در این راه عبارتند از: مصرف انرژی، واسط کاربری و ارتباط بی‌سیم.

## تاریخچه
ایدهٔ رایانش فراگیر به عنوان رایانش نامریی نخستین بار توسط مارک وایزِر در ۱۹۸۸ در شرکت زیراکس مطرح شد.

## مقایسه رایانش فراگیر و واقعیت مجازی
گفته شده که عملکرد رایانش فراگیر تقریباً برعکس واقعیت مجازی است. در حالی‌که واقعیت مجازی افراد را در محیط شبیه‌سازی‌شده توسط رایانه قرار می‌دهد، رایانش فراگیر سعی می‌کند تا رایانه‌ها را مجبور کند تا در محیط خارجی با مردم زندگی کنند. در حقیقت مدل‌سازی است از دنیای کامپیوتر به دنیای واقعی. رایانش فراگیر یک گردهم‌آوری بسیار پیچیدهٔ فاکتورهای انسانی، علوم رایانه، مهندسی و علوم اجتماعی است. در مقایسه با آن واقعیت مجازی یک موضوع پیش-پا-افتاده‌است.

## پژوهش‌های کنونی
در حال حاضر رایانش فراگیر حیطه گسترده‌ای از پژوهش‌ها مانند رایانش توزیع‌شده، رایانش سیار، شبکه بی‌سیم حسگر، تعامل انسان و رایانه و هوش مصنوعی را شامل می‌شود.